# Habenaria roraimensis
Habenaria roraimensis är en orkidéart som beskrevs av Robert Allen Rolfe. Habenaria roraimensis ingår i släktet Habenaria och familjen orkidéer. Inga underarter finns listade i Catalogue of Life.